# Лисабон (окръг)
Вижте пояснителната страница за други значения на Лисабон.
Лисабон е един от 18-те окръга на Португалия. Площта му е 2802 квадратни километра, а населението – 2 289 162 души (по приблизителна оценка от декември 2019 г.). Разделен е допълнително на 16 общини, които са разделени на 226 енории.